# خان بابا كندي (قشلاق الشرقي)
خان بابا کندي (بالفارسية: خان‌باباکندی) هي قرية تقع في إيران في قسم قشلاق الشرقي الريفي. يقدر عدد سكانها بـ 871 نسمة بحسب إحصاء 2016.